# Jasenice (potok)
Jasenice je pravostranný přítok Vsetínské Bečvy ve městě Vsetín. Délka toku činí 9,2 km. Plocha povodí měří 26,0 km².

## Průběh toku
Potok pramení ve Vsetínských vrších pod vrchem Cáb (841 m n. m.) v přírodní rezervaci Halvovský potok (19,14ha), protéká údolím místní části Vsetína Jasenice, sídlištěm Luh a u Střední průmyslové školy strojnické se vlévá do Vsetínské Bečvy. 

### Větší přítoky
Největším přítokem je potok Červenka, který přitéká zleva. 

## Vodní režim
Průměrný průtok u ústí činí 0,31 m³/s.